# Lauv
Lauv, pseudonimo di Ari Staprans Leff (San Francisco, 8 agosto 1994), è un cantautore e produttore discografico statunitense.
Dopo aver scritto canzoni per artisti come Céline Dion, Demi Lovato e Charli XCX, Lauv ha iniziato a pubblicare della musica come interprete. Nel 2020, Lauv ha pubblicato il suo album di debutto How I'm Feeling. Lauv è un artista completamente indipendente.

## Biografia
Nato a San Francisco (California), ha madre di origini lettoni e padre di origini ebree-russe ed ebree-polacche.
Si è formato presso la New York University studiando tecnologie musicali. Quando inizia a comporre e suonare, sceglie lo pseudonimo Lauv perché in lingua lettone (la lingua di origine della madre) vuol dire "leone", così come il suo primo nome Ari vuol dire "leone" in lingua ebraica (la lingua di origine del padre).

### Esordio eI Met You When I Was 18(2014-2018)
Dopo aver scritto per altri artisti durante gli anni dell'università e aver in questo modo compreso appieno quello che è il suo stile musicale, Ari ha assunto lo pseudonimo di Lauv nel 2014; il suo primo lavoro con tale nome è The Other di Michael Matosic, che Lauv afferma abbia influenzato fortemente il suo stile. L'artista debutta ufficialmente nel 2015 con l'EP Lost in the Light, pubblicandolo su Soundcloud.
Ha coscritto e coprodotto il brano No Promises del gruppo Cheat Codes feat. Demi Lovato (2017). Come autore ha collaborato, tra il 2016 ed il 2018, anche con Daniel Skye, Billy Gilman, Charli XCX, Jack & Jack, Olivia Noelle e altri. Nel maggio 2017 pubblica il singolo I Like Me Better, da lui anche prodotto. Si tratta di un brano "up-tempo" che gli garantisce popolarità.
Nel settembre 2017 viene annunciata la sua partecipazione ai concerti asiatici di Ed Sheeran. Successivamente, Lauv intraprende il suo primo tour da headliner. Nello stesso periodo partecipa al brano A Different Way del DJ francese DJ Snake. Nel maggio 2018 pubblica la raccolta I Met You When I Was 18 (The Playlist). Ad agosto 2018, Lauv pubblica il brano Superhero, un brano ispirato da un messaggio anonimo che Lauv ha ricevuto da un presunto fan.
Nel settembre 2018 pubblica il brano There's No Way, che vede la partecipazione di Julia Michaels. La canzone è stata scritta dai due artisti insieme a Justin Tranter e Ian Kirkpatrick. In Italia, Lauv è seguito dalla Smash MN.

### How I'm Feeling(2019 - presente)
Nel gennaio 2019 pubblica il singolo I'm So Tired..., brano collaborativo realizzato insieme all'australiano Troye Sivan. Nei mesi successivi, Lauv affronta un ulteriore tour da headliner, questa volta in Asia. Nei mesi successivi, l'artista pubblica altri singoli: Drugs & the Internet, Sad Forever, Feelings, Mean It con LANY, Fuck I'm Lonely con Anne-Marie, quest'ultimo per la colonna sonora della serie TV Tredici - sebbene sarà poi inserito anche nel suo album di debutto. Nei mesi successivi, Lauv intraprende un nuovo tour e collabora con la band di successo mondiale BTS nei brani Make It Right e WHO. Nel dicembre 2019, Lauv fa il suo debutto a Bollywood componendo parte della colonna sonora per il film Good Newwz. Il 6 marzo 2020, Lauv pubblica il suo primo album vero e proprio, How I'm Feeling, preceduto dai singoli Tattoos Together e Modern Loneliness. Successivamente, Lauv collabora con Blackbear nel singolo If I Were U e con Ellie Goulding nel singolo Slow Grenade, pubblicato nell'album Brightest Blue della cantante inglese.

## Vita privata
Lauv ha frequentato per diversi mesi la cantante Julia Michaels nel 2018, prima che si separassero alla fine dell'anno. Il 2 gennaio 2021, Lauv ha fatto intuire attraverso un post su Instagram di frequentarsi con la cantautrice Sophie Cates, conosciuta professionalmente come Silver Sphere. Lauv si è aperto più volte sulla sua salute mentale durante la sua carriera. Di conseguenza, Lauv è noto per aver donato i proventi delle canzoni alle organizzazioni di salute mentale nel tentativo di cancellare lo stigma che circonda la salute mentale. Microsoft e Leff hanno collaborato per rilasciare "My Blue Thoughts", un luogo per le persone che lottano per condividere ciò che stavano attraversando e per lasciare andare qualcosa che li appesantiva.
Nel giugno 2023 ha fatto coming out come bisessuale.
Sua madre e i suoi nonni materni sono lettoni e Lauv ha visitato frequentemente la Lettonia per trascorrere le estati nella casa del nonno nella città costiera di Jūrmala.

## Discografia

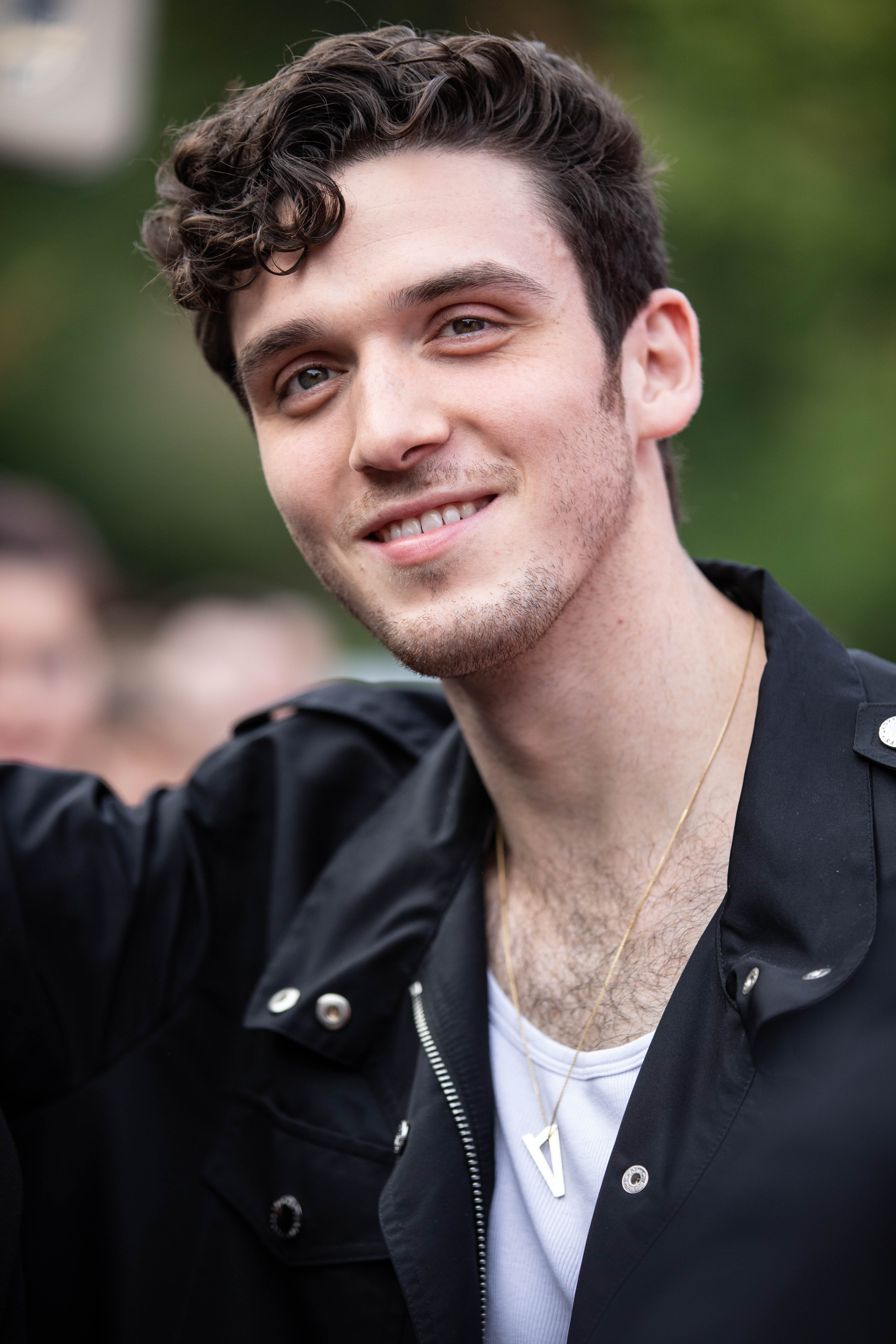
Lauv nel 2018

### Album in studio
- 2020 – How I'm Feeling
- 2022 – All 4 Nothing

### EP
- 2015 – Lost in the Light
- 2017 – Lauv EP: Japan Edition
- 2019 – Blurry Bodies
- 2020 – Without You

### Raccolte
- 2018 – I Met You When I Was 18 (The Playlist)

### Singoli
- 2016 – Question (feat. Travis Mills)
- 2016 – Breathe
- 2016 – The Other
- 2017 – I Like Me Better
- 2017 – Easy Love
- 2017 – Paris in the Rain
- 2018 – Getting over You
- 2018 – Chasing Fire
- 2018 – Paranoid
- 2018 – Bracelet
- 2018 – Superhero
- 2018 – There's No Way (feat. Julia Michaels)
- 2019 – I'm So Tired... (feat. Troye Sivan)
- 2019 – Drugs and the Internet
- 2019 – Sad Forever
- 2019 – Fuck, I'm Lonely (feat. Anne-Marie)
- 2019 – Sims
- 2019 – Changes
- 2020 – Tattoos Together
- 2020 – Modern Loneliness
- 2020 – Love like That
- 2020 – Fake (con Conan Gray)
- 2020 – 2021
- 2022 – 26
- 2022 – All 4 Nothing (I'm So in Love)
- 2025 – Mad (feat. Martin Garrix)

### Collaborazioni
- 2017 – A Different Way (DJ Snake feat. Lauv)
- 2019 – Make It Right (BTS feat. Lauv)
- 2020 – Kings & Queens, Pt. 2 (Ava Max feat. Lauv e Saweetie)